# Zeugophora californica
Zeugophora californica is een keversoort uit de familie halstandhaantjes (Megalopodidae). De wetenschappelijke naam van de soort werd in 1874 gepubliceerd door George Robert Crotch.